# Isla Quenac
Isla Quenac är en ö i Chile.   Den ligger i regionen Región de Los Lagos, i den södra delen av landet, 1 000 km söder om huvudstaden Santiago de Chile. Arean är 21,7 kvadratkilometer.
Terrängen på Isla Quenac är platt. Öns högsta punkt är 81 meter över havet. Den sträcker sig 4,5 kilometer i nord-sydlig riktning, och 6,8 kilometer i öst-västlig riktning.